# Pałacyk Mieroszewskich w Krakowie
Pałacyk Mieroszewskich (także Dom Ordynacji Mieroszewskich) – zabytkowy pałacyk miejski znajdujący się w Krakowie, w dzielnicy I Stare Miasto przy ul. Krupniczej 11, na Piasku. 

## Historia
Pałacyk został wybudowany w 1864 według projektu Filipa Pokutyńskiego dla hrabiego Jana Stanisława Mieroszewskiego. W czasie II wojny światowej uległ zniszczeniu strop nad pomieszczeniami parteru, usunięto też tarczę herbową Mieroszewskich, która znajdowała się na klatce schodowej między kondygnacjami. Po wojnie budynek został zaadaptowany na potrzeby Okręgowego Urzędu Jakości i Miar w Krakowie. Przebudowano wówczas obszerne wnętrza piętra na mniejsze i liczniejsze pomieszczenia biurowe.

## Architektura
Budynek został wzniesiony na planie wydłużonego prostokąta. Ma on dwie kondygnacje. Fasada, o neorenesansowym wystroju, wykonana jest w cegle. Składa się ona z trzech części: pięcioosiowej części środkowej z balkonem w środkowej osi pierwszego piętra oraz dwóch płytkich, jednoosiowych ryzalitów po bokach. U podstawy elewacji znajduje się cokół, wykonany z piaskowcowych płyt. W parterze prawego ryzalitu umieszczona jest prostokątna brama wjazdowa, ozdobiona w nadprożu kartuszem z herbem Mieroszewskich. Okna ozdobione są uszatymi obramieniami i gzymsami. Budynek wieńczy szeroki gzyms koronujący. W tylnej elewacji znajduje się wyraźnie wysunięty ryzalit szybu kuchennej klatki schodowej.
We wnętrzach, pomieszczenia zostały zaprojektowane w amfiladzie w celu funkcjonalnego wykorzystania kubatury. Największym pomieszczeniem pałacu jest reprezentacyjny salon na parterze. Został on ozdobiony boazerią i dekoracją stiukową. W narożach plafonu umieszczono kryształowe lustra, ujęte w stiukowe ramy ornamentowane wolutami oraz stylizowanymi liśćmi i kwiatami. 
W podworcu budowli znajduje się niewielki ogród.